# Saint-Martin (Baixo Reno)
Saint-Martin é uma comuna francesa na região administrativa de Grande Leste, no departamento do Baixo Reno. Estende-se por uma área de 3,97 km². Em 2010 a comuna tinha 360 habitantes (densidade: 90,7 hab./km²).